# یوکاکو کووای
یوکاکو کووای (به ژاپنی: 川井友香子؛ متولد ۲۷ اوت ۱۹۹۷) کشتی‌گیر آزادکار تیم ملی ژاپن است.
از افتخارات وی می‌توان به کسب مدال طلا المپیک ۲۰۲۰ توکیو و مدال نقره مسابقات قهرمانی کشتی جهان ۲۰۱۸ و مدال برنز مسابقات قهرمانی کشتی جهان ۲۰۱۹ اشاره کرد.